# Seilbahnen Savona–San Giuseppe

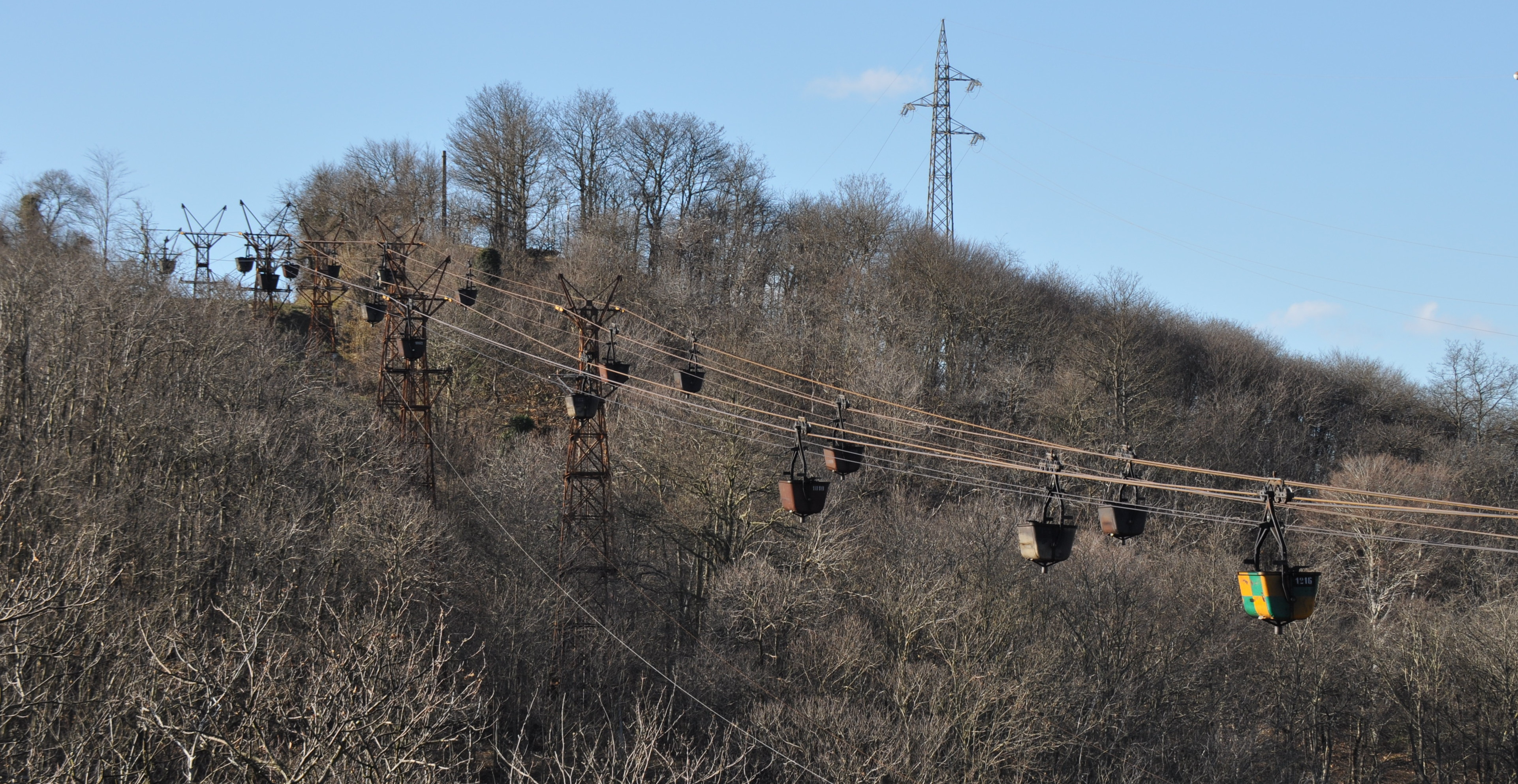
Seilbahn Savona-San Giuseppe in der Nähe von Altare

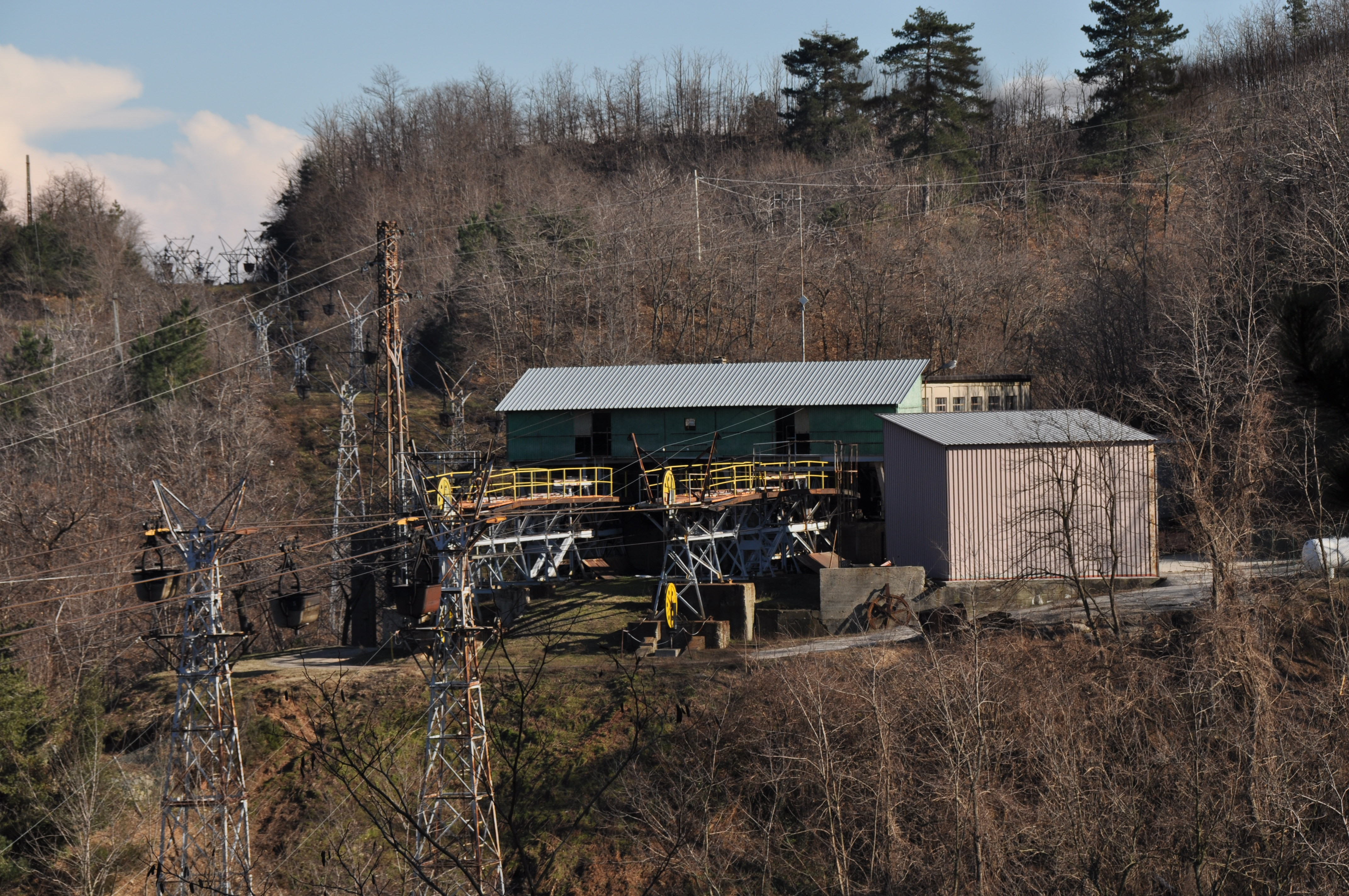
Zwischenstation Cardibona

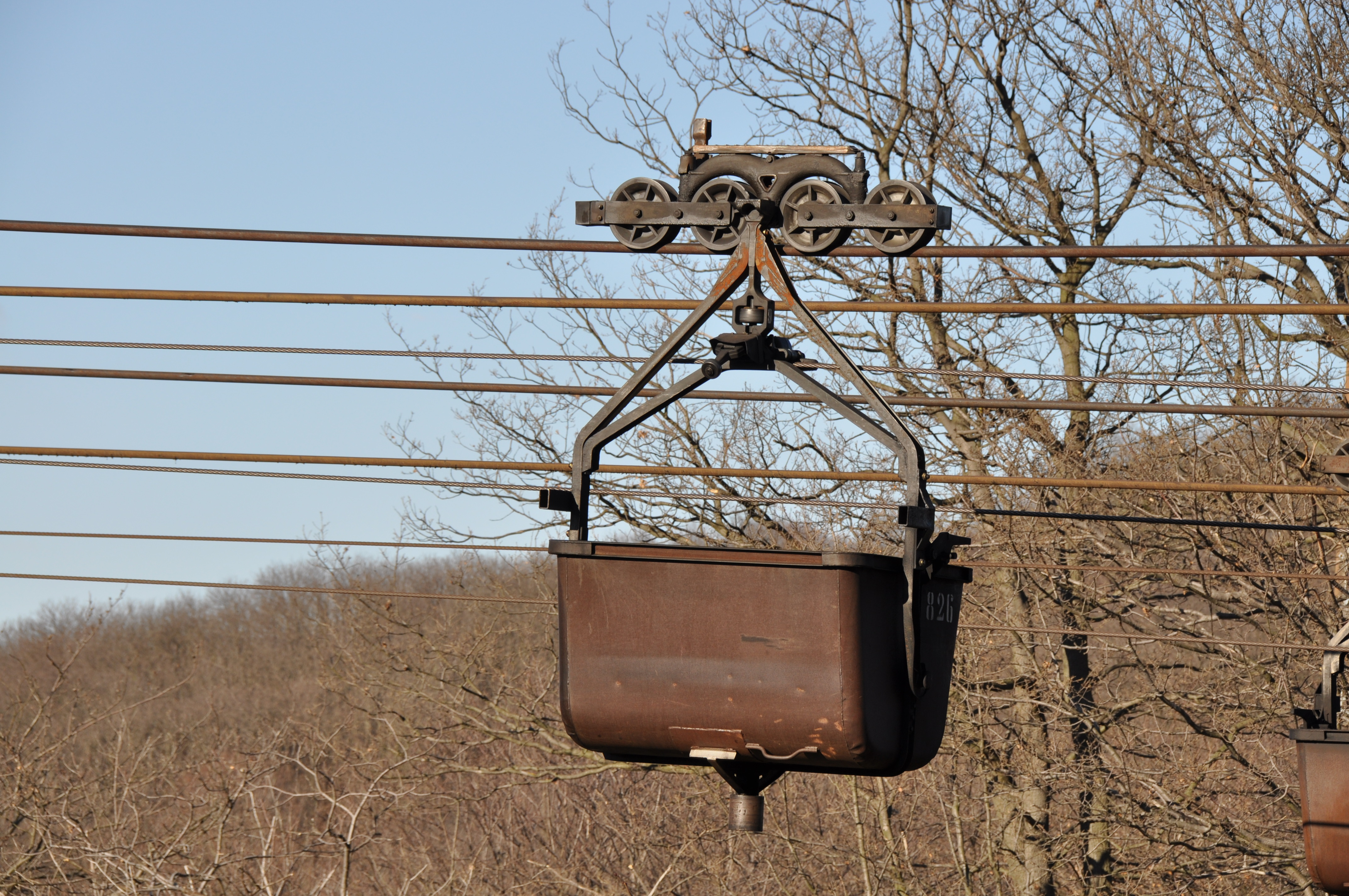
Lore

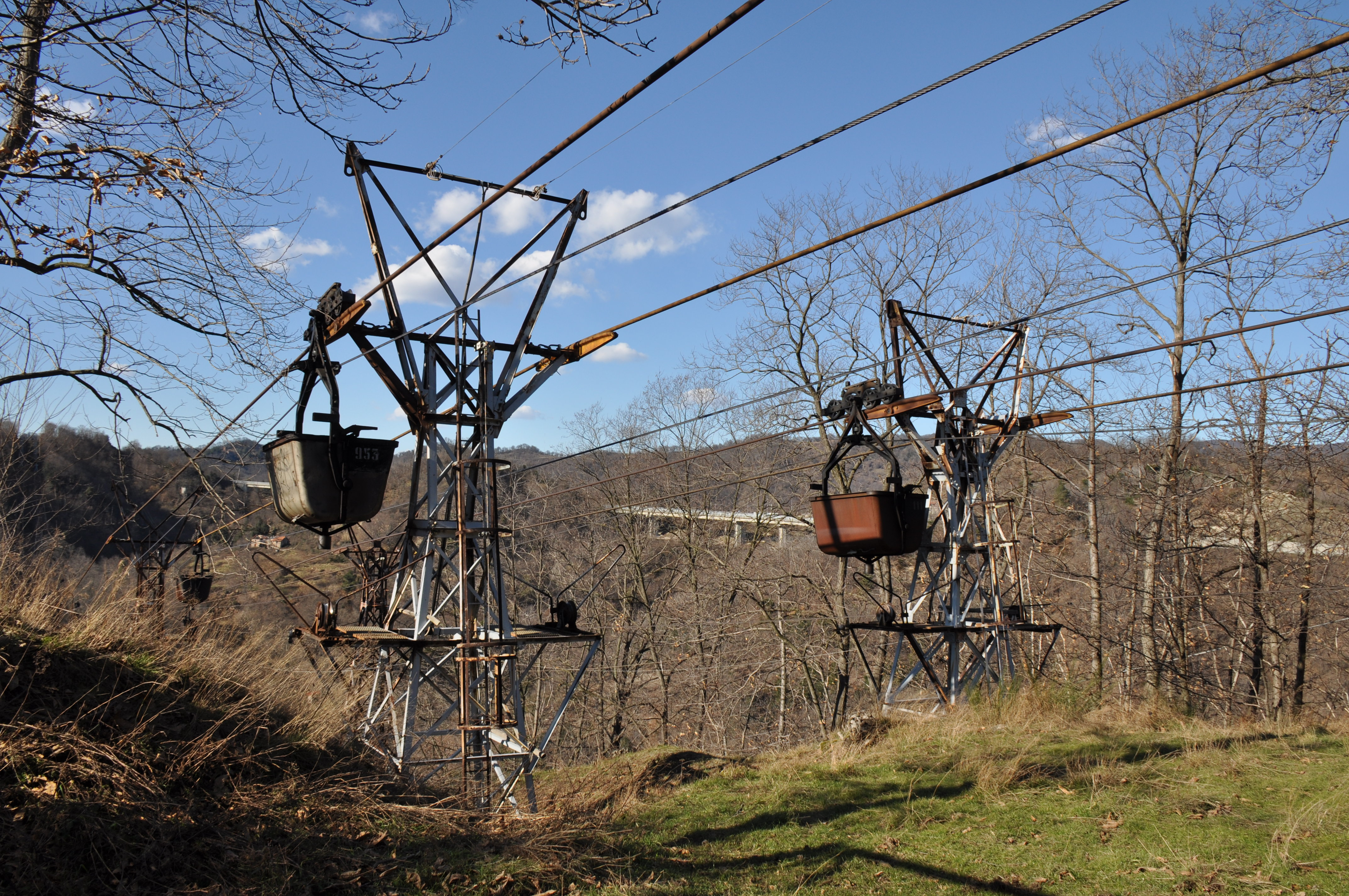
Masten

Die Seilbahnen Savona–San Giuseppe (italienisch: Funivie Savona–San Giuseppe) sind zwei von Funivie S.p.A. betriebene zueinander parallel verlaufende Materialseilbahnen, welche den Hafen Savona mit San Giuseppe di Cairo auf dem Gemeindegebiet von Cairo Montenotte verbinden. Sie sind die längsten in Betrieb stehenden Seilbahnen der Welt.
Die Lorenbahnen dienen dem Transport von Schüttgütern – hauptsächlich Kohle – aus dem Hafen von Savona über den Apennin in das Hinterland. Dank der Seilbahnen ist es trotz beschränkter Platzverhältnisse im Hafen von Savona möglich, größere Mengen von Schüttgut zu entladen und in Richtung Norditalien zu transportieren. In San Giuseppe erfolgt der Umschlag der Güter auf die Eisenbahn. Kohle wird oft in großen Mengen an die Kokerei von Italiana Coke geliefert, die direkt an die Seilbahn angeschlossen ist. Durch die Anlage können täglich ungefähr 300 LKW-Fahrten zwischen Savona und San Giuseppe eingespart werden.

## Technik
Die beiden nebeneinander gebauten je 16,651 Kilometer langen Zweiseilumlaufbahnen bestehen aus jeweils vier Sektionen. Die erste Sektion führt von San Rocco  über die Autostrada A10 in der Zwischenstation San Lorenzo , wo sie in Richtung Westen abgelenkt wird, bevor sie in Ciatti  endet. Die weiteren Zwischenstationen sind Cadibona  und Sella . Das Trassee verläuft von San Lorenzo ungefähr gradlinig in Richtung San Giuseppe , wobei auch die Autostrada A6 überquert wird. Wie bei Umlaufbahnen mit mehreren Sektionen üblich, werden die Loren in den Zwischenstationen vom Seil abgekuppelt und rollen auf Schienen bis zum Anfang der nächsten Sektion, wo sie wieder an das Seil angekuppelt werden.
Das Schüttgut wird im Tiefwasserhafen am Anlegeplatz 29 aus dem Frachter entnommen und, wenn nötig, in einem der sieben gedeckten Silos mit zusammen 54'000 Kubikmeter Fassungsvermögen zwischengelagert. Von dort erfolgt der Transport über ein 500 Meter langes Förderband in der Kaimauer, bevor es auf ein 1100 Meter langes unterirdisches Förderband umgeschlagen wird, das das Schüttgut unter dem Hafen hindurch zur Talstation der Seilbahn in San Rocco bringt.
In San Giuseppe steht ein 12 Hektar großes Umschlagareal zur Verfügung, das bis zu 600'000 Tonnen Schüttgut lagern kann. Es ist vorgesehen, das Areal zu überdecken, um Materialauswaschungen vorzubeugen.
Das Tragseil der Materialbahn hat einen Durchmesser von 50 mm, das Zugseil einen solchen von 25 mm. Linie 1 hat 194 Stützen, Linie 2 deren 193. Der höchste Punkt der Anlage liegt auf 520 Meter über Meer. Es sind 1200 Loren in Betrieb, die jeweils maximal 1100 Kilogramm Schüttgut transportieren können. Die Wagen werden im Abstand von 65 Metern an das Seil gehängt, was bei einer Fördergeschwindigkeit von 3,5 Metern pro Sekunde der Anlage eine maximale Transportleistung von 420 Tonnen pro Stunde gibt.

## Geschichte
Die erste Lorenbahn wurde 1912 gebaut. Die Talstation  befand sich auf dem Gelände des ehemaligen Badestrandes Miramar. Die Schüttgutfrachter wurden von Hand in Barkassen entladen, welche das Material zur Talstation brachten. Erst 1926 wurde eine Entladeanlage mit vier Kranen mit Schüttgutschaufeln eingerichtet. Es konnten nun innerhalb von 24 Stunden 6.000 Tonnen Material entladen werden, was vorher zehn Tage gedauert hatte.
1937 wurde die zweite Lorenbahn parallel zur ersten Anlage gebaut.
Die fünfundzwanzigjährige Konzession wurde 2007 erneuert und an die Funivie S.p.A. übertragen, welche die Anlage somit bis 2032 betreiben darf. Die Funivie S.p.A. ist zu 47 % im Besitz der Familie Campostano, welche seit dem 19. Jahrhundert in der Schifffahrt tätig ist. Weitere 47 % gehören der Kokerei Italkok in San Giuseppe di Cairo, 4 % gehören der Hafenbehörde Savona und 2 % der Compagnia Pietro Chiesa, welche das Kohlenterminal betreibt.

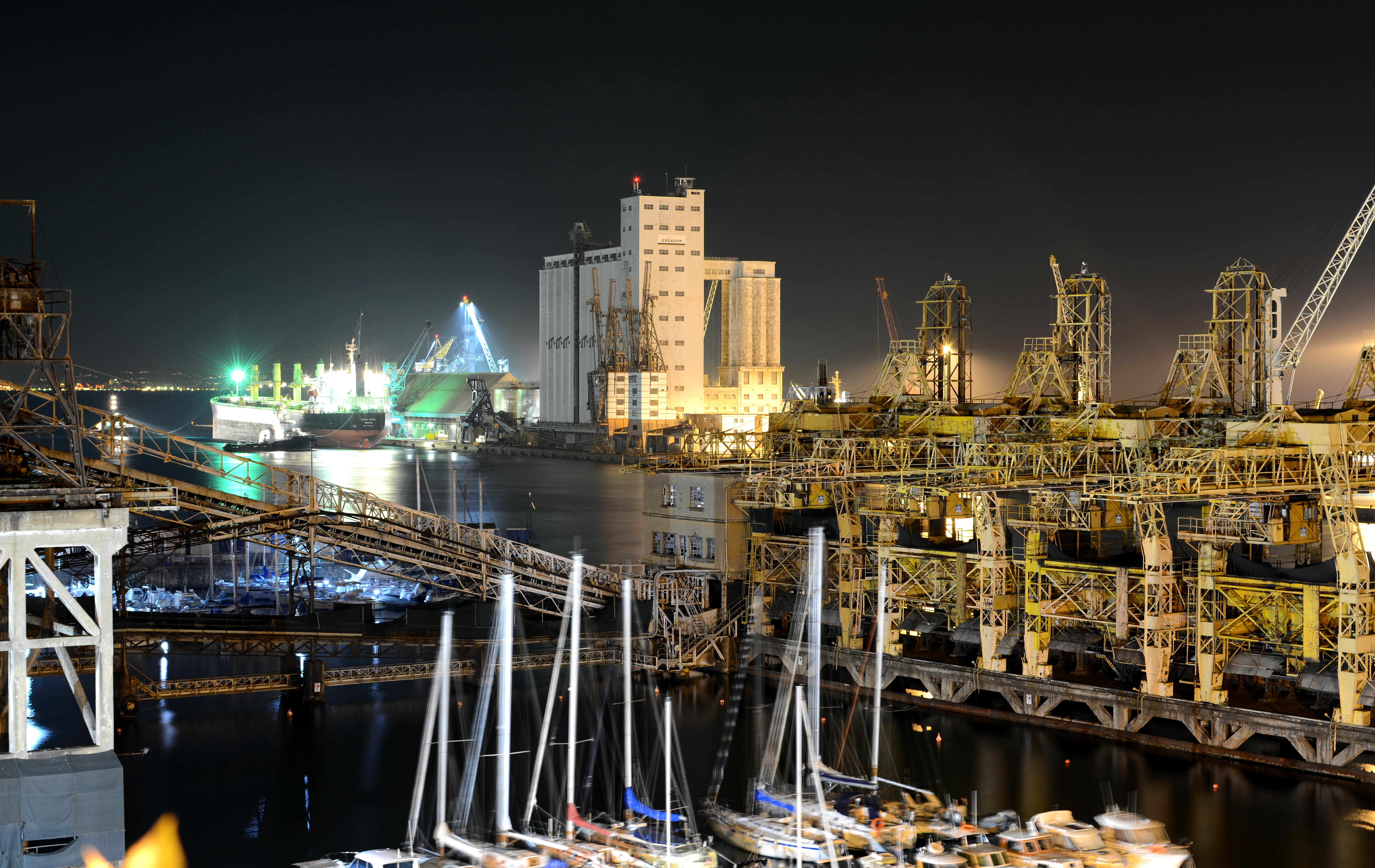
Das alte Miramar-Terminal im Vordergrund, dahinter die neue Anlage

Weil das alte Miramar-Terminal von modernen Schiffen mit großem Tiefgang nicht mehr angelaufen werden konnte, wurde der Betrieb dieses Terminals und der alten Talstation eingestellt. Seit 2010 ist die neue, etwas außerhalb des Stadtzentrums von Savona auf 140 Meter über Meer liegende Talstation in San Rocco in Betrieb. Sie ist über unterirdische Förderbänder mit dem neuen Schüttgutterminal im Tiefwasserhafen, der von Schiffen bis 18 Meter Tiefgang angelaufen werden kann, verbunden. Der Umbau der Anlage hat 36 Mio. Euro gekostet. Überreste der alten Anlage sind noch zu sehen.